# Народно читалище „Анжела Чакърян – 2008“
Народно читалище „Анжела Чакърян – 2008“ е читалище в Русе. Основано е през 2008 г.
Към читалището има библиотека с 4985 броя библиотечни единици, арменска танцова формация и вокално инструментален състав „Аракс“. Съществува клуб „Аз говоря арменски език“ и се провеждат курсове по арменски език.